# مليسيك بغداسريان
مليسيك بغداسريان (مواليد 28 يناير 1992) هو مُقاتل فنون قتالية مختلطة أرميني.

## وصلات خارجية
- مليسيك بغداسريان على موقع بوكس ريك (الإنجليزية) (registration required)
- مليسيك بغداسريان على موقع يو إف سي (الإنجليزية)
- مليسيك بغداسريان على موقع شيردوغ (الإنجليزية)
- مليسيك بغداسريان على موقع Tapology.com (الإنجليزية)